# Merosargus orizabae
Merosargus orizabae är en tvåvingeart som beskrevs av Giglio-tos 1891. Merosargus orizabae ingår i släktet Merosargus och familjen vapenflugor. Inga underarter finns listade i Catalogue of Life.